# Ōuchi Seiho
Ōuchi Seiho (japanisch 大内 青圃; geb. 12. Dezember 1898 in Tokio; gest. 21. Februar 1981) war ein japanischer Bildhauer der Taishō- und Shōwa-Zeit.

## Leben und Werk
Ōuchi wurde in Azabu in Tōkyō als fünfter Sohn des buddhistischen Priesters Ōuchi Seiran (大内 青巒; 1845–1918) geboren. Von früh an beschäftigte er sich mit dem Schneiden von Siegeln und mit der Malerei unter Anleitung von seinem Vater und seinem älteren Bruder. Er besuchte dann die „Tōkyō Bijutsu Gakkō“ (東京美術学校), die Vorläufereinrichtung der Tōkyō Geijutsu Daigaku und studierte Schnitzen unter Takamura Kōun und Tonmodellierung unter Mizutani Tetsuya. 1922 machte er seinen Abschluss an der Schule.
1927 stellte er eine bemalte Tonfigur mit dem Titel „Dämon“ auf der Ausstellung des private Nihon Bijutsuin aus, dem dann noch viele weitere Beiträge zu Ausstellungen dieser Einrichtung folgten. Er stellte aber auch auf der jährlichen staatlichen Ausstellung aus, die zunächst – abgekürzt – „Bunten“, dann „Teiten“ und nach dem Pazifikkrieg „Nitten“ hieß.
Ōuchi war hervorragend in Holz, seine „Drachentochter, die ein Juwel präsentiert“ (竜女見珠 Ryūjo kenju), 1960 ausgestellt auf der Nitten, gewann den Preis des Kultusministers (文部大臣賞). 1963 wurde seine „Tarason Kannon“ (多羅尊観音), eine Figur aus der Reihe der 33 Kannon, mit dem Preis der Akademie der Künste ausgezeichnet. 1969 wurde er ein Mitglied der Akademie, 1971 wurde er mit dem Verdienstorden 3. Klasse ausgezeichnet.
Sein tiefes Verständnis des Buddhismus hat ihn bei der Schöpfung weiblicher buddhistischer Figuren begleitet, sie zeigen Sanftmut und religiöse Gefühle. Er hat auch viele buddhistische Skulpturen für Tempel geschaffen, unter denen die elfköpfige Kannon hervorzuheben ist, die nach zehnjähriger Arbeit 1977 fertig war und die dann im Rahmen einer Weihe-Zeremonie als zentrale Figur im Tōkyōter Zweigtempel des Eihei-ji, dem Chōkoku-ji (長谷寺), aufgestellt wurde. Sie ersetzte die im Pazifikkrieg verloren gegangene Kannon, ist aus einem Baumstamm gefertigt und hat eine Höhe von etwa zehn Metern. Sie wird auch „Große Kannon von Azabu“ (麻布大観音) genannt.
Von Ōuchi gibt es auch Gemälde und Holzschnitte.